# غابرييلا كراتوخفيلوفا
غابرييلا كراتوخفيلوفا (ولدت في 11 فبراير 1990) عارضة أزياء تشيكية وحاملة لقب ملكة جمال سابقة التي توج بمسابقة ملكة جمال التشيك 2013، مثلت جمهورية التشيك في مسابقة ملكة جمال الكون 2013.

## حياتها الشخصية
ولدت غابرييلا في مدينة تشوتبور والدتها جانا أدامكوفا أم تعيش في باردوبيتسه هي المرة الثانية لوالدها لوبوش كراتوخفيل
. منذ 2009 عاشت ودرست في مدينة براغ. هي شقيقة أكبر سنا جانا كراتوخفيلوفا, الشقيق الأصغر مايكل. 

## روابط خارجية
| الجوائز و الإنجازات   | الجوائز و الإنجازات                    | الجوائز و الإنجازات    |
| --------------------- | -------------------------------------- | ---------------------- |
| سبقه تيريزا خليبوفسكا | ملكة جمال التشيك 2013 ملكة جمال التشيك | تبعه غابرييلا فرانكوفا |